# Darryl Wohlsen
Darryl Wohlsen, född 6 mars 1973, är en friidrottare från Australien. Han deltog vid olympiska sommarspelen 2000.